# 我らコンタクティ
『我らコンタクティ』（われらコンタクティ）は、森田るいによる漫画。『月刊アフタヌーン』（講談社）において、2017年5月号から2017年11月号まで連載された。
マンガ大賞2018にノミネートされ、第2位に選出された。

## ストーリー
小学校時代クラスの中心的存在だった椎ノ木カナエ。しかし現在は冴えない会社員生活を悶々と送っていた。
ある日、カナエは酒の席で社長にいじめられ、たまらずその場から逃げ出してしまう。歩道橋で会社を辞めようかと悩むカナエに1人の男が声を掛けてくる。男はカナエの小学校時代の冴えない同級生、現在も冴えない中平かずきだった。

## 登場人物
椎ノ木カナエ
主人公の女性。冴えない会社員生活を送っている。かずきとの凸凹コンビでロケットの打ち上げを目指す。
中平かずき
カナエの小学校時代の同級生。映画のフィルムと映写機を宇宙に打ち上げ、UFOに見せるためにロケットを開発している。

## 書誌情報
- 森田るい『我らコンタクティ』 講談社〈アフタヌーンKC〉、全1巻
  1. 2017年11月22日第1刷発行[3]、ISBN 978-4-06-388297-1